# Liste der Justizminister Belgiens

In nachfolgender Liste sind die Justizminister von Belgien seit der Unabhängigkeit von 1830 bis heute aufgeführt.
| Name                                           | Beginn des Mandats          |
| ---------------------------------------------- | --------------------------- |
| Alexandre Gendebien (Commissaire à la Justice) | 10. Oktober 1830            |
| Alexandre Gendebien                            | 26. Februar 1831            |
| Antoine Barthélemy                             | 24. März 1831               |
| Jean-Joseph Raikem                             | 24. Juli 1831               |
| Jean Louis Joseph Lebeau                       | 20. Oktober 1832            |
| Antoine-Nicolas-Joseph Ernst                   | 4. August 1834              |
| Jean-Baptiste Nothomb                          | 4. Februar 1839             |
| Jean-Joseph Raikem                             | 8. Juni 1839                |
| Mathieu Leclercq                               | 18. April 1840              |
| Guillaume van Volxem                           | 13. April 1841              |
| Jean-Baptiste Nothomb                          | 14. Dezember 1842           |
| Jules Joseph d’Anethan                         | 16. April 1843              |
| François de Haussy                             | 12. August 1847             |
| Victor Tesch                                   | 12. August 1850             |
| Charles Faider                                 | 31. Oktober 1852            |
| Alphonse Nothomb                               | 30. März 1855               |
| Victor Tesch                                   | 9. November 1857            |
| Jules Bara                                     | 12. November 1865           |
| Prosper Cornesse                               | 2. Juli 1870                |
| Théophile de Lantsheere                        | 7. Dezember 1871            |
| Jules Bara                                     | 19. Juni 1878               |
| Charles Woeste                                 | 16. Juni 1884               |
| Joseph-Emmanuel Devolder                       | 26. Oktober 1884            |
| Jules Le Jeune                                 | 24. Oktober 1887            |
| Victor Begerem                                 | 26. März 1894               |
| Jules van den Heuven                           | 5. August 1899              |
| Jules Renkin                                   | 2. Mai 1907                 |
| Léon de Lantsheere                             | 30. Oktober 1908            |
| Henri Carton de Wiart                          | 17. Juni 1911               |
| Émile Vandervelde                              | 21. November 1918           |
| Aloys van de Vijvere                           | 24. Oktober 1921            |
| Fulgence Masson                                | 16. Dezember 1921           |
| Louis Theodor                                  | 13. Mai 1925                |
| Paul Tschoffen                                 | 17. Juni 1925               |
| Prosper Poullet                                | 10. Dezember 1925           |
| Paul Hymans                                    | 20. Mai 1926                |
| Paul-Émile Janson                              | 22. November 1927           |
| Fernand Cocq                                   | 6. Juni 1931                |
| Paul-Émile Janson                              | 22. Oktober 1932            |
| François Bovesse                               | 12. Juni 1934               |
| Eugène Soudan                                  | 25. März 1935               |
| François Bovesse                               | 13. Juni 1936               |
| Hubert Pierlot                                 | 14. April 1937              |
| Victor de Laveleye                             | 20. April 1937              |
| Victor Maistriau                               | 15. Juli 1937               |
| Charles du Bus de Warnaffe                     | 24. November 1937           |
| Joseph Pholien                                 | 15. Mai 1938                |
| Baron Émile van Dievoet                        | 21. Januar 1939             |
| Auguste de Schryver                            | 22. Februar 1939            |
| Eugène Soudan                                  | 16. April 1939              |
| Paul-Émile Janson                              | 18. April 1939              |
| Eugène Soudan                                  | 3. September 1939           |
| Paul-Émile Janson                              | 5. Januar – 31. Januar 1940 |
| Albert de Vleeschauwer                         | 31. Oktober 1940            |
| Antoine Delfosse                               | 2. Oktober 1942             |
| Maurice Verbaet                                | 26. September 1944          |
| Charles du Bus de Warnaffe                     | 12. Februar 1945            |
| Marcel Grégoire                                | 20. August 1945             |
| Henri Rolin                                    | 13. März 1946               |
| Adolphe Van Glabbeke                           | 31. März 1946               |
| Albert Lilar                                   | 3. August 1946              |
| Paul Struye                                    | 20. März 1947               |
| Henri Moreau de Melen                          | 27. November 1948           |
| Albert Lilar                                   | 11. August 1949             |
| Henri Carton de Wiart                          | 8. Juni 1950                |
| Ludovic Moyersoen                              | 16. August 1950             |
| Joseph Pholien                                 | 15. Januar 1952             |
| Léonce Lagae                                   | 3. September 1952           |
| Charles du Bus de Warnaffe                     | 13. Dezember 1952           |
| Albert Lilar                                   | 23. April 1954              |
| Pierre Harmel                                  | 26. Juni 1958               |
| Laurent Merchiers                              | 6. November 1958            |
| Albert Lilar                                   | 3. September 1960           |
| Pierre Vermeylen                               | 25. April 1961              |
| Pierre Wigny                                   | 28. Juli 1965               |
| Alfons Vranckx                                 | 17. Juni 1968               |
| Herman Vanderpoorten                           | 26. Januar 1973             |
| Renaat Van Elslande                            | 4. Juni 1977                |
| Herman Vanderpoorten                           | 18. Mai 1980                |
| Philippe Moureaux                              | 22. Oktober 1980            |
| Jean Gol                                       | 17. Dezember 1981           |
| Melchior Wathelet                              | 9. Mai 1988                 |
| Stefaan De Clerck                              | 23. Juni 1995               |
| Tony Van Parys                                 | 24. April 1998              |
| Marc Verwilghen                                | 12. Juli 1999               |
| Laurette Onkelinx                              | 12. Juli 2003               |
| Jo Vandeurzen                                  | 21. Dezember 2007           |
| Stefaan De Clerck                              | 30. Dezember 2008           |
| Annemie Turtelboom                             | 6. Dezember 2011            |
| Maggie De Block                                | 25. Juli 2014               |
| Koen Geens                                     | 11. Oktober 2014            |
| Vincent Van Quickenborne                       | 1. Oktober 2020             |
| Paul Van Tigchelt                              | 22. Oktober 2023            |
| Annelies Verlinden                             | 3. Februar 2025             |